# 中華民族
中華民族（ちゅうかみんぞく）という用語は、中国の国籍を持つ全ての文化的集団（エスニック・グループ）を統合した政治的共同体（ネーション）を表す概念である。
現在の中国共産党などは漢族のほか、蒙古族、満洲族、チベット族やウイグル族などの少数民族も中華民族を構成する民族として含まれている。例えば、中国への遠征中に亡くなった蒙古族のチンギス・ハーンは、中国共産党では「中華民族の英雄」と扱われている。
中国共産党によって中華民族に属すると定められた人々が居住する地域を中国の一部であると解釈することにより、そのような人々や地域を武力で併合していく帝国主義であるとして問題視する見方もある。

## 概念の形成
中国共産党政権は、「中華民族」を「漢族と55少数民族の総称」と規定している。
満洲人が成立した清国末期（20世紀）に君主制が廃止すべき革命派が「駆除韃虜、回復中華、創立合眾政府」をスローガンに掲げて辛亥革命と呼ばれる共和制国家の樹立運動を行い、辛亥革命が成功すると漢民族の革命派は立憲派や保皇派が革命派の排満論に対抗して提唱した五族不可分論である「五族共和」を採用し、1912年1月1日に孫文が臨時大総統就任宣言で「漢満蒙回蔵ノ諸地ヲ合シテ一国トナシ、漢満蒙回蔵ノ諸族ヲ合シテ一人ノ如カラントス」 として清王朝の支配下にあった地域を統合しようとし、1921年に孫文は三民主義の具体的方策の中で「漢族ヲ以テ中心トナシ、満蒙回蔵四族ヲ全部我等ニ同化セシム」 として満洲人・モンゴル人・ウイグル人・チベット人を同化することを提唱した。1925年には孫文は、外来民族は一千万しかいないとして、4億人のほとんどが漢民族であるので中国人は完全な単一民族であるとした演説を行い、漢民族によって中華民族という概念が形成された。
「中華民族」という単語が初めて公式に出てくるのは、1900年11月、清の政治家伍廷芳の講演とされる。その後、清時代のジャーナリストの梁啓超などが使用するようになる。梁啓超の著作では、1905年に書かれた歴史上中国民族之観察では、満洲族やモンゴル族、チベット族は中華民族に含まれないとしているが、1922年の「中国歴史上民族之研究」では満洲族を中華民族に含むとしている。1988年、費孝通が発表した「中華民族多元一体構造」論では、中国に住む諸民族は、数千年の歴史を経て形成された一体性を有するとしている。この「中華民族多元一体構造」は現在の中国の民族政策の基本路線を成すとされる。

## 中華民族主義への反発
習近平指導部は、2012年11月の中国共産党中央委員会総書記就任から「中華民族の偉大なる復興」をスローガンに掲げている。
民族の始祖とされる黄帝への崇拝は強まっており、ウイグルやチベットなどの一部においては、自分が「中華民族」という概念に含まれることへの反感を持つものもいるとされている。
また、中華民族主義への反発は台湾独立派と香港本土派においても存在する。これに反発してできたのが香港民族主義と、台湾の歴史学者の史明が主張した台湾民族主義であり、香港人は一民族とする香港民族論もその影響を受けている。
中華民族の概念は、「中華民族が住む土地は一つの国家によって統治されるべきである 」という考え方の下に、領土問題と合わせて語られることもあった。こういった思想は大中華主義と呼ばれ、香港では大中華主義者を揶揄する言葉として大中華膠という言葉もある。（「大中華」との呼称は中国が）古くから大一統であるとの考えに由来する。
アメリカ在住の政治思想家である劉仲敬は中華民族は政治的捏造であるとして諸夏主義を提唱した。
陳浩天は中華民族について、下記のように述べている。

北京政府は、自らの帝国主義支配を政治的に正当化するため「中華民族」という概念を捏造しました。しかしそのような民族も人種も存在しません。実際に存在するのは、中国語を話す人々であり、彼らはチベット人やモンゴル人、上海人や香港人です。
そして中国語を話す人々は、米国や、英国や、オーストラリアにも散らばっています。北京政府にとっては中国語を話す人すべてが「中華民族」であり、すべての中華民族は北京政府の統制下にあるべきだ、ということです。
このような理屈は、まともな教育を受けた皆さんには奇妙に思われるでしょうが、中国共産党の正式見解なのです。このような北京政府の帝国主義こそが、彼らの国家主義であり、本質です。

## 日本との関係
中国の沖縄関連学者である唐淳風は琉球独立運動を支持する中で、「琉球人は中華民族の末裔」であると主張している。
沖縄が中国領土であると主張している中華民族琉球特別自治区準備委員会の趙東は「琉球は中華民族のなわばりである」と主張した。
中華民国のスパイであった喜友名嗣正は「われらは中華民族であり、琉球同胞の解放を援助すべきである」と1948年8月に述べている。